# Acrocercops crucigera
Acrocercops crucigera är en fjärilsart som beskrevs av Edward Meyrick 1920. Acrocercops crucigera ingår i släktet Acrocercops och familjen styltmalar. Inga underarter finns listade i Catalogue of Life.